# ペラム・パークウェイ駅 (IRTホワイト・プレーンズ・ロード線)
ペラム・パークウェイ駅 (Pelham Parkway) はニューヨーク市地下鉄IRTホワイト・プレーンズ・ロード線の駅である。ブロンクス区ペラム・パークウェイのホワイト・プレーンズ・ロードとペラム・パークウェイの交差点に位置し、2系統が終日、5系統がラッシュ時混雑方向のみ停車する。

## 駅構造
| P ホーム階 | 相対式ホーム、右側扉が開く | 相対式ホーム、右側扉が開く |
| P ホーム階 | 南行緩行線                 | ← フラットブッシュ・アベニュー-ブルックリン・カレッジ駅行き（ブロンクス・パーク・イースト駅） ← 朝ラッシュ時：フラットブッシュ・アベニュー-ブルックリン・カレッジ駅行き（ブロンクス・パーク・イースト駅） |
| P ホーム階 | 混雑方向急行線             | → 定期列車なし |
| P ホーム階 | 北行緩行線                 | → ウェイクフィールド-241丁目駅行き（アラートン・アベニュー駅）→ 夕ラッシュ時：ネレイド・アベニュー駅行き（アラートン・アベニュー駅）→                                                                     |
| P ホーム階 | 相対式ホーム、右側扉が開く | |
| M          | 改札階                     | 改札口、駅員詰所、メトロカード自動券売機 |
| G          | 地上階                     | 出入口 (エレベーター、ペラム・パークウェイとホワイト・プレーンズ・ロード交差点南西) |

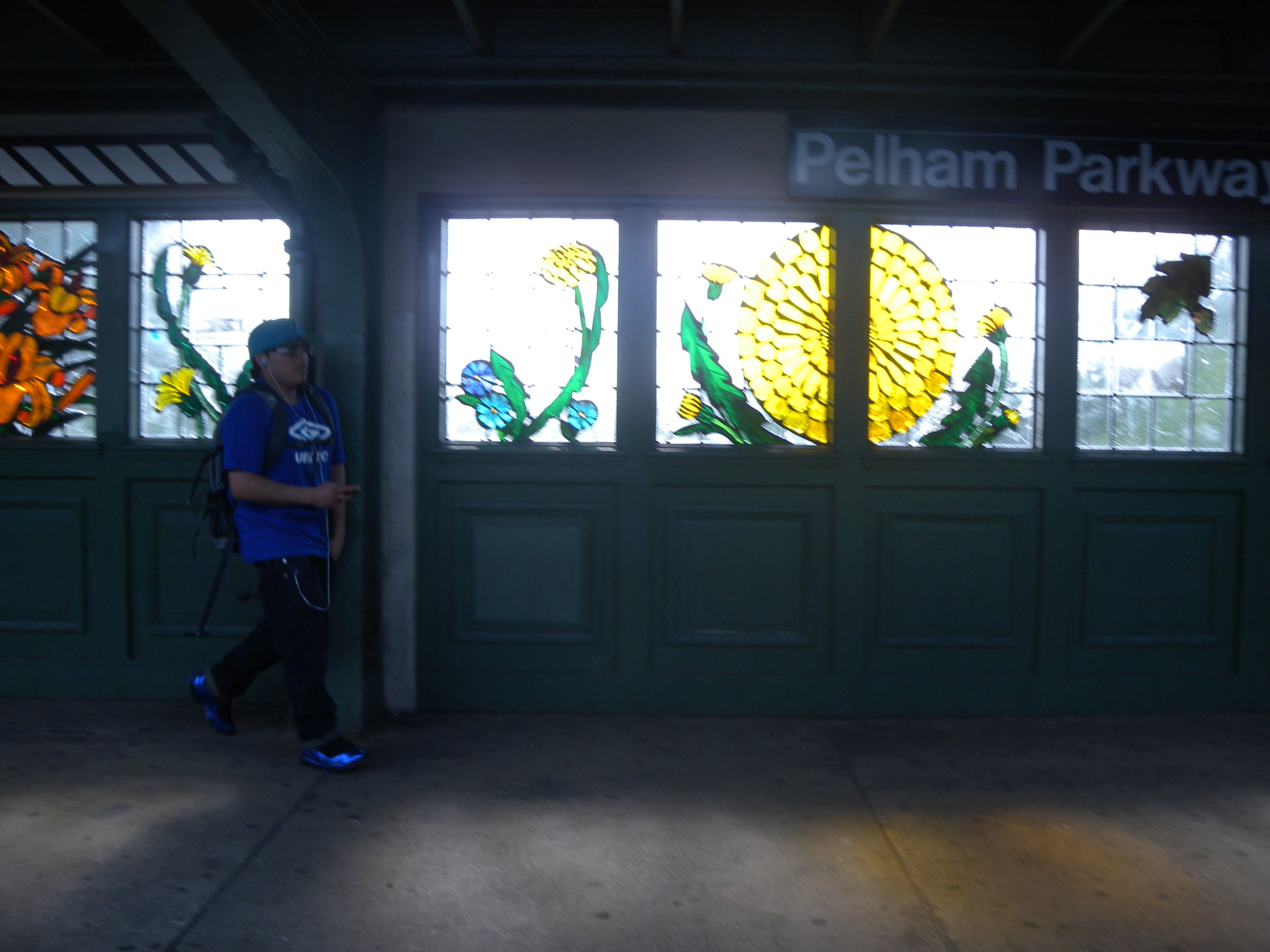
南行ホーム

駅は1917年3月3日のIRTホワイト・プレーンズ・ロード線177丁目駅（現：ウェスト・ファームズ・スクエア-イースト・トレモント・アベニュー駅）- 東219丁目駅（現：219丁目駅）間の延伸開業と同時に開業した。相対式ホーム2面と緩行線2線・急行線1線を有した2面3線の高架駅で、急行線は定期旅客列車の設定がなされていない。
1976年、エクソン・モービル社からの資金提供を受けて当駅には"巧みでユーモラスな落書き" (artfully humorous graffiti) のアートワークが設置された。また、2004年から2007年の改修中にトミエ・アライの製作したアートワーク『Back to the Garden』が設置された。これは駅近くにある 動物園や植物園からインスパイアされた動物や植物のイメージを描いたステンドグラスにより構成されており、ホームの壁に設置されている。

### 出口
駅には2つの駅舎があり、どちらもホームの下にある。終日開いている改札口のある駅舎は南端にあり、南北ホームからの階段とエレベータが改札口まで接続しており、改札口には回転式改札機がある。また、南行ホームからはエスカレーターも接続している。改札外には、ペラム・パークウェイ南側道路とホワイト・プレーンズ・ロードの交差点南西に階段とエレベータが1つずつ、同交差点南東に階段1つと上りエスカレーターが1機接続している。南北ホームから改札口への2機と改札口から交差点南西への1機の計3機のエレベーターにより、この駅はADAに準拠している。
1990年代後半に改装された北駅舎は、各ホームから2つの階段が接続しており、ペラム・パークウェイ北側道路とホワイト・プレーンズ・ロードの交差点北西、同交差点北東の2箇所にそれぞれ1つずつ階段が接続している。